# Inferno - Canto sedicesimo

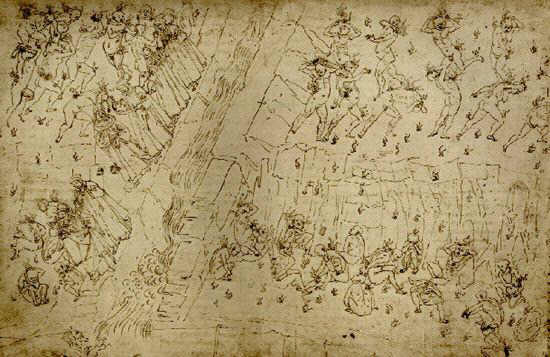
Il cerchio dei violenti contro natura, disegno di Sandro Botticelli (Disegni per la Divina Commedia)

Il canto sedicesimo dell'Inferno di Dante Alighieri si svolge nel terzo girone del settimo cerchio, dove sono puniti i violenti contro Dio, natura e arte; siamo all'alba del 9 aprile 1300 (Sabato Santo), o secondo altri commentatori del 26 marzo 1300.

## Incipit
(Anonimo commentatore dantesco del XIV secolo)

## Analisi del canto

### I tre fiorentini - versi 1-63

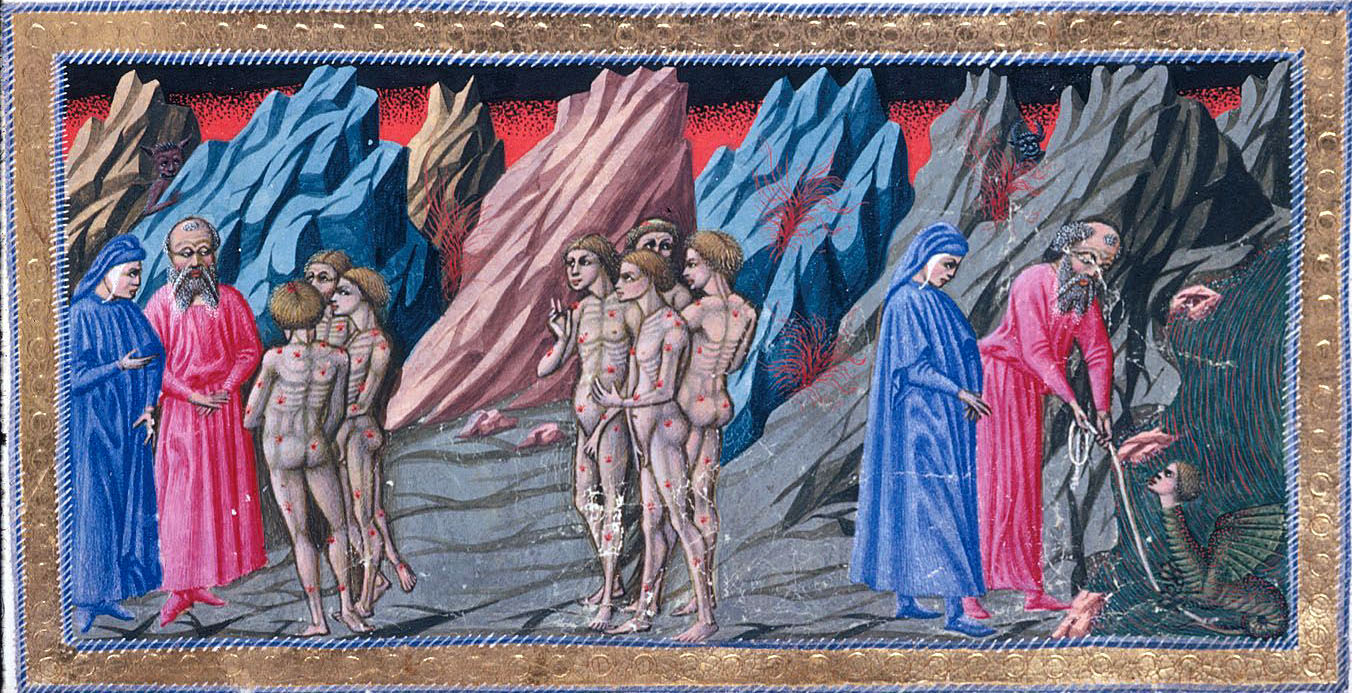
Priamo della Quercia, illustrazione al Canto XVI

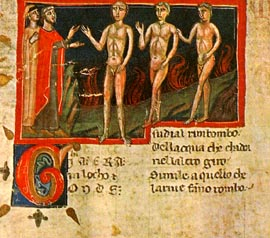
I tre fiorentini, anonimo fiorentino (1330)

Il canto inizia con una nota sonora: Dante e Virgilio stanno camminando sull'argine del Flegetonte per non calpestare il "sabbione" percorso dalla pioggia di fuoco del terzo girone del VII cerchio (quello dove vengono puniti i violenti contro Dio e contro natura), e già essi iniziano a sentire il suono della cascata, simile al ronzio che fanno le api vicino alle arnie.
Allora da una schiera si allontanano tre dannati e vanno verso i due pellegrini, gridando a Dante: «Fermati tu che dall'abito sembri essere uno della nostra città corrotta» (terra prava).
Mentre Dante rimane colpito dalle orribili bruciature dei tre, Virgilio lo prepara all'incontro che sta per avvenire. Come con Farinata degli Uberti, il poeta latino annuncia che Dante sta per incontrare una di quelle anime "magne" delle quali ha chiesto notizie a Ciacco, attraverso una perifrasi: «Ora aspetta, si deve essere cortesi con costoro. E se non fosse per il fuoco che la natura del luogo scaglia, io direi che la fretta converrebbe di più a te che a loro» (parafrasi vv. 14-18).
I tre dannati riprendono il loro "antico verso" (il pianto o l'andatura) quando vedono che i due si sono fermati e quando sono vicini iniziano a girare in tondo, uno dietro all'altro perché, come ha già spiegato Brunetto Latini nel canto precedente, i sodomiti sono puniti con una corsa eterna e se essi si fermassero per cento anni sarebbero ben più dolorosamente inchiodati al suolo come i bestemmiatori (forse perché fermarsi mentre si stanno pagando i propri peccati è considerabile come superbia contro Dio,  proprio come le bestemmie?). Dante fa una similitudine un po' oscura: come i campioni nudi e unti, studiando una presa che sia per essi vantaggiosa prima del combattimento, così facevano i tre ruotando il collo nel senso contrario dei piedi: forse tutto ciò per dire che essi lo fissavamo come quei "campioni" che nel medioevo si battevano su pagamento per dirimere controversie legali (più difficile è che Dante avesse una reminiscenza dei gladiatori del mondo antico).
Uno dei tre inizia a parlare, prima dicendo che nonostante il loro aspetto miserabile essi furono uomini di fama in vita, per cui se per quella fama l'animo di Dante di pieghi, lo pregano di dirgli che esso sia "che i vivi piedi / così sicuro per lo 'nferno freghi" (vv. 31-32).
Prima però egli offre tre lapidarie presentazioni di sé e dei suoi compagni: l'uomo, scorticato dalle fiamme e nudo, che lo precede fu una persona più importante di quello che sembri ora, nipote della buona Gualdrada (personaggio citato come esempio di virtù in Pd. XV, 112), e famoso condottiero di nome Guido Guerra, sostenitore del partito guelfo, sconfitto nella Battaglia di Montaperti, promosse la riscossa guelfa nella Battaglia di Benevento "fece con senno assai e con la spada" (v. 39); colui che lo segue invece è Tegghiaio Aldobrandi, che avrebbe dovuto essere ascoltato su nel mondo (egli aveva infatti sconsigliato ai fiorentini di combattere a Montaperti); lui invece è Iacopo Rusticucci, che ebbe più danno dalla bisbetica moglie che da altro (su questo epigrafico verso si sbizzarrirono i commentatori raccontando come a fronte della consorte che gli si negava egli si fosse dedicato ai rapporti omosessuali).
I tre fiorentini illustri, se non fosse per l'accenno nel sesto canto, dove sono indicati, almeno Iacopo e Tegghiaio, tra coloro "ch'a ben far puoser li 'ingegni", sarebbero appena che delle sagome tratteggiate molto frettolosamente. Essi appartengono tutti alla generazione precedente a quella di Dante e furono importanti condottieri e uomini politici, per cui si presume che la loro schiera sia accomunata da questi mestieri, mentre in quella di Brunetto Latini erano presenti solo chierici e letterati. Dante, per aver riconosciuto questi grandi uomini, scrive che volentieri sarebbe sceso ad abbracciarli, ma si guarda bene dal farlo per via della pioggia infuocata.
Inizia quindi a rispondere loro. Parafrasando, la loro misera condizione non gli suscita disprezzo, ma dolore persistente soprattutto da quando il suo maestro (Virgilio) lo avvertì del loro incontro; anche lui è fiorentino e "sempre mai", un ossimoro che più che altro ha valore di rafforzativo di "sempre", egli ha ascoltato e ripetuto con affetto i loro nomi e la loro onorata opera (notare che Dante prima mette il verbo ritrarre di ascoltare, usando il cosiddetto hysteron proteron, figura retorica che inverte l'ordine sequenziale delle azioni). Il poeta pellegrino lascia il fiele infernale per il "dolci pomi" del Paradiso, come gli ha promesso la sua guida (Virgilio), però prima dovrà scendere fino al centro della terra (ovvero fino al punto più basso dell'Inferno).

### La corruzione di Firenze - vv. 64-90

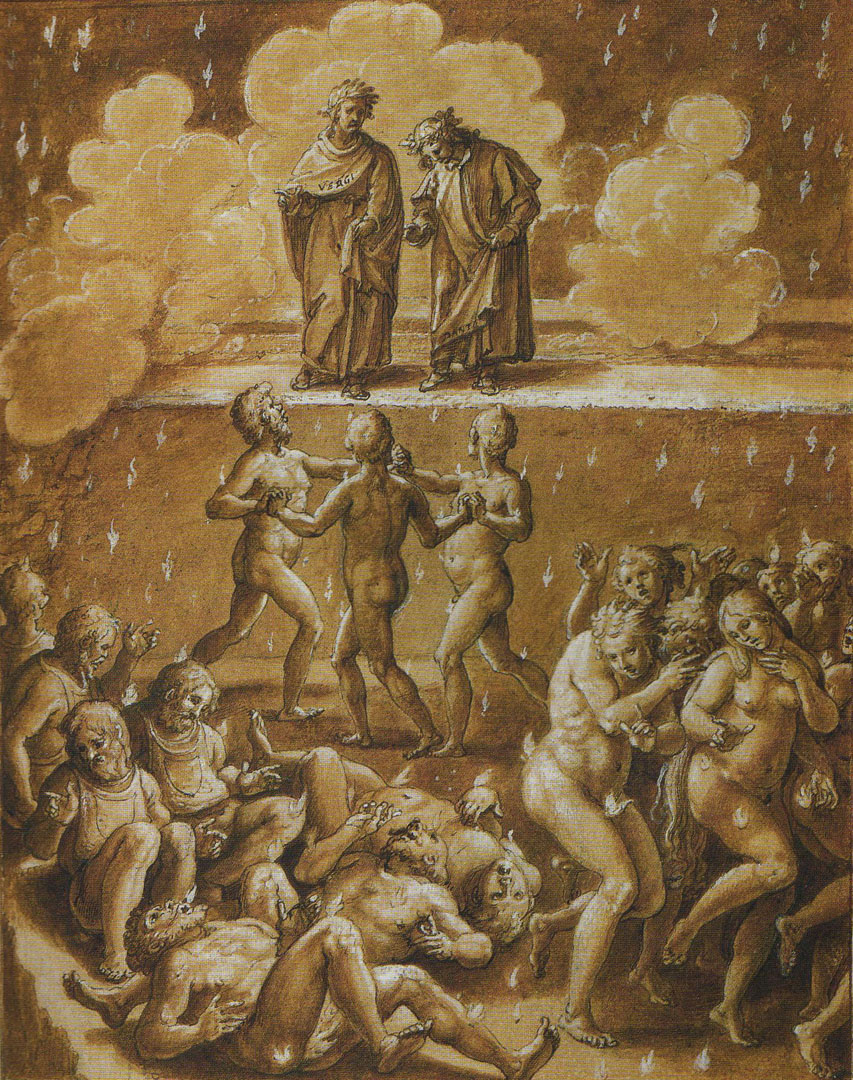
I tre fiorentini, Giovanni Stradano (1587)

Iacopo chiede dunque, dopo aver invocato la magnanimità di Dante, se nella loro città regnano ancora le virtù cavalleresche come la "cortesia" (intesa come rispetto delle norme delle "corti") e il valore, perché un tal Guglielmo Borsiere, sceso da poco tra di loro (cioè morto da poco), gli ha narrato fatti preoccupanti.
Dante approfitta quindi per esporre la sua visione circa la Fiorenza contemporanea. Il nocciolo dei problemi secondo lui sta nell'"immigrazione" ("la gente nuova") e nella facile ricchezza che alletta le persone e le riempie di orgoglio di modi senza misura. Dante ha pronunciato questa breve orazione con gesto e tono profetico "con la faccia levata", e i tre si guardano l'un l'altro annuendo, sbigottiti e rattristati. Ringraziano dicendo che la sua risposta è stata gradita e si raccomandano che se egli tornerà nel mondo dei vivi, quando accadrà che racconti del suo viaggio si ricordi di citare i loro nomi. Poi se ne scappano con le gambe veloci ("isnelle") nel tempo di dire un amen ("Un amen non saria possuto dirsi / tosto così com'è fuoro spariti" vv. 89-90).

### La corda di Dante - vv. 91-114
Nel frattempo Dante riparte con Virgilio e il suono della cascata, citato a inizio del canto, è già molto forte tanto da coprire le loro voci. La successiva similitudine per dire che la cascata gli ricorda quella "dei Romiti" presso San Benedetto dell'Alpe è particolarmente prolissa e complessa ed occupa quattro terzine: Come quel fiume che ha un corso interamente suo (non si getta nel Po), primo tra quelli che dal Monviso (dove nasce il Po) verso levante scendono dalla costa sinistra dell'Appennino, che si chiama Acquacheta nella parte alta, prima di scendere a valle nel suo alveo, e a Forlì cambia nome (si chiama Montone), rimbomba là sopra San Benedetto dell'Alpe per il fatto di cadere in una sola cascata dove dovrebbe essere ricevuto da mille; così, giù da un pendio scosceso, trovammo che rimbombava quell'acqua oscura, in modo che in poco tempo avrebbe danneggiato l'udito (parafrasi vv. 94-105).
A questo punto Virgilio gli chiede la corda che cinge i fianchi di Dante. Si tratta di un passo sicuramente dal valore allegorico, ma il cui significato non è mai stato pienamente chiarito. I punti fermi del passo dantesco sono che:
1. Virgilio chiede la corda per chiamare Gerione, simbolo della frode;
2. Dante dice che aveva cercato di catturare la Lonza maculata (simbolo della lussuria o di frode nel primo canto) con quella stessa corda.

Altri elementi sono che Dante gliela porge "aggroppata e raccolta", cioè avvolta a matassa, che Virgilio la lancia verso destra e che lo fa da lontano dalla sponda.
Le interpretazioni allegoriche della corda si possono ricondurre a due principali teorie, ciascuna sostenuta da un nutrito numero di studiosi e commentatori.
La prima, più antica e che si basa su citazioni della Bibbia e riscontri in altri passi danteschi, vede la corda come un simbolo dell'"intenzione" fraudolenta, legata alla seduzione amorosa, che richiama Gerione quale simbolo di frode "in atto".
La seconda, legata ad altre citazioni bibliche oltre che a passi di Sant'Agostino e di Aristotele, indica la corda quale simbolo di "Castità", intesa come cingolo che frena ai reni gli istinti legati alla sessualità (cingolo che, dopo aver visitato i lussuriosi sodomiti, non occorre più). Se ciò spiegherebbe appieno la menzione al tentativo di Dante di domare la lussuria (la "lonza"), si adatta peggio alla figura di richiamo della Frode. Forse si può intendere in senso più ampio come un animo puro possa essere travisato per ingenuità che attira la malizia fraudolenta. Essa però in un certo senso addomestica e vince la frode, quindi, secondo anche un passo di Isaia, potrebbe figurare la Giustizia e la Fedeltà.
Non è invece appoggiata da alcun riscontro l'idea, sostenuta da alcuni commentatori un po' superficialmente, che Dante fosse un terziario francescano o un templare, essendo la presenza della corda l'unico indizio in tale senso.

### Ascesa di Gerione - vv. 115-136
Dante immagina già che qualcosa di nuovo stia per apparire e riflette che gli uomini devono essere cauti quando si trovano in presenza di (parafrasi): coloro che, non soltanto (“pur”) vedono gli atti esteriori (“l'ovra”), ma anche penetrano col senno nei pensieri degli altri (è questa una perifrasi per riferirsi a Virgilio), cioè è bene tacere finché non si sa cosa stia accadendo. Ma Virgilio gli legge come al solito nel pensiero e (nonostante il rumore della cascata, che non è più citato) gli dice che presto qualcosa arriverà.
A questo punto egli apostrofa il lettore per richiamarne l'attenzione e prepararlo ad uno spettacolo straordinario ed irreale, dicendo che (parafrasi:) si deve sempre evitare, fin che si può, di riferire un fatto, per quanto vero, quando esso si presenti con un'apparenza così strana e meravigliosa da farlo ritenere falso; perché è facile in tal caso, senza esser colpevoli di mendacio, meritarsi la taccia di bugiardi. Ma dice: "qui tacer nol posso" e giura sulle rime della sua "comedìa" (v. 128, ecco la prima volta in cui Dante dà un nome alla sua opera e uno dei rari passi in cui la nomina) rivolgendosi direttamente a ciascun lettore, che possano esse non essere vuote di alcuna grazia, che egli vide proprio una figura "maravigliosa" (cioè tale da incutere stupore e sgomento anche in un animo saldo e non facile a turbarsi, “sicuro”) salire nuotando per l'"aere" denso e scuro (è questa una metafora), come il marinaio che scende per disincagliare l'ancora che si aggrappa ad uno scoglio o ad altro oggetto sul fondo marino, che nella parte superiore del corpo si stende, e “da piè si rattrappa”, cioè ritrae a sé le gambe, per salire a galla (cioè a stile rana).
Questa prodigiosa figura è Gerione, custode dell'ottavo cerchio dell'Inferno dove vengono puniti i fraudolenti ed è esso stesso simbolo di frode (nell'Eneide, custode dell'Averno). La sua figura, spalmata su ben quattro canti, sarà descritta nel dettaglio nel prossimo canto, mentre il prodigioso volo di Dante e Virgilio in groppa a Gerione sarà trattato nel Canto diciottesimo; nel ventesimo si accennerà brevemente alla sua scomparsa nei primi versi.